# Volea, Arbuzînka
Volea (în ucraineană Воля) este un sat în comuna Novoselivka din raionul Arbuzînka, regiunea Mîkolaiiv, Ucraina.

## Demografie
Componența lingvistică a localității Volea
     Ucraineană (87,88%)
     Rusă (6,06%)
     Română (6,06%)
Conform recensământului din 2001, majoritatea populației localității Volea era vorbitoare de ucraineană (87,88%), existând în minoritate și vorbitori de rusă (6,06%) și română (6,06%).